# Granična magnituda
U astronomiji granična magnituda označava magnitudu najtamnije zvijezde koju ljudsko oko ili neki instrument može detektirati. Astronomi amateri najčešće koriste graničnu magnitudu kao procjenu kvalitete noćnog neba određene lokacije. Granična magnituda se mjeri u zenitu jer tamo svjetlost zvijezda prolazi kroz najtanji sloj atmosfere. Tamno noćno nebo bez svjetlosnog onečišćenja ima graničnu magnitudu 6.5. Postoje mjesta gdje je je moguće vidjeti i tamnije zvijezde, no ona su uglavnom ili vrlo udaljena od civilizacije ili na vrlo visokim planinama.
U osvijetljenim gradovima granična magnituda značajno pada zbog utjecaja rasvjete. Iz centra velikih gradova rijetko se vide zvijezde tamnije od 3. magnitude što znači da je vidljivo jedva 100 zvijezda od otprilike 4000 koliko ih se može vidjeti na nebu granične magnitude 6. U predgrađima granična magnituda može biti oko 5, a tek na vrlo tamnim lokacijama vide se zvijezde tamnije od 6. magnitude.
Granična magnituda ovisi o transparenciji atmosfere te varira od osobe do osobe. S godinama zjenica se više ne može potpuno raširiti pa je i ukupan broj vidljivih zvijezda manji. Svjetlost Mjeseca na nebu djeluje poput svjetlosnog onečišćenja pa će biti vidljivo znatno manje zvijezda ako je Mjesec iznad horizonta

## Teleskopi
Granična magnituda teleskopa najviše ovisi o njegovom promjeru. Što je promjer zrcala ili leće veći, veća je površina koja sakuplja svjetlost zvijezda te je ukupan broj vidljivih zvijezda veći. 
Za računanje vizualne granične magnitude kroz neki teleskop koristi se formula:

{\displaystyle 7.5+5\cdot \ logD}

D = promjer objektiva u centimetrima

Prema toj formuli kroz teleskop promjera 8" (20 cm) teoretski se mogu vidjeti zvijezde 14. magnitude u idealnim uvjetima. Formula ne uzima u obzir neke čimbenike koji također utječu na vidljivost kao što su svjetlosno onečišćenje, svjetlosna propusnost teleskopa te iskustvo i starost opažača. Postoje i varijacije navedene formule, o ovu najčešće koriste proizvođaći teleskopa u opisu opreme koju prodaju.
Fotografska granična magnituda ovisi o mediju na koji se snimaju fotografije. Za klasični film ona iznosi otprilike dvije magnitude više od vizualne granične magnitude, a za digitalne fotoaparate još i više. CCD kamere namijenjene astronomiji imaju još veću graničnu magnitudu pa je tako s kvalitetnim refraktorom promjera 4" (10cm) i CCD kamerom na tamnom nebu moguće snimiti zvijezde 17. – 18. magnitude.